# Bischofit
Bischofit är ett vattenhaltigt magnesiumkloridmineral med kemisk formel MgCl2·6H2O. Det tillhör halogenider och är ett havssaltkoncentrat. Den innehåller många makro- och mikroelement som är viktiga för människors hälsa, i mycket högre koncentrationer än vad som finns i havssalt. Den huvudsakliga bischofitföreningen är magnesiumklorid (upp till 350 g/l), dessutom innehåller den cirka 70 andra grundämnen som spårämnen, som kalium, natrium, brom, bor, kalcium, kisel, molybden, silver, zink, järn och koppar.

## Historik
Bischofit är uppkallad efter den tyske geologen Gustav Bischof  (1792–1870). Dess upptäckt (1877) tillskrivs Carl Christian Ochsenius.
På dess typlokal bildades bischofit i en evaporit i en gammal havsbotten, som avsattes för mer än 200 miljoner år sedan, under Permperioden. Dess sammansättning kan förklaras av hög halt av magnesiumklorid i urhavet.
Under åren 1930–1950 upptäcktes stora bischofitavlagringar nära floden Volga i Ryssland. Mineralet bryts genom att lösa upp ett underjordiskt torrt mineralskikt med artesiskt vatten. Den resulterande saltlösningen pumpas ut.

## Insättningar
Bischofitavlagringar skiljer sig åt genom dess sammansättning. Några av dem är saltbassänger där bischofit blandas med andra mineraler som karnallit, halit, kieserit och anhydrit. Dessa är de så kallade bischofitinnehållande bergarterna som har rosa-brun-gula och orangeröda färger. De innehåller 36–58 procent bischofit. Karnallitavlagringar är kända i Staßfurt, Tyskland – där bischofit först upptäcktes, och karnallit är ett av de viktigaste mineralerna i kaliumsaltavlagringar (Solykamfyndigheten, Ural, Ryssland). Bischofitlager under ytan har också upptäckts i Kazakstan, Turkmenistan, Kina och USA.
Det finns bischofitrika fyndigheter med koncentrationer på 93–96 procent av mineralet. En av dessa sällsynta fyndigheter ligger i Volgogradregionen i Ryssland. En annan hittades på 1990-talet i Poltavaregionen i Ukraina. Detta är en av de djupaste (2,5 km) och äldsta bischofitfyndigheterna.

## Användning
Bischofit har många användningsområden, allt från konstruktionsmaterial (kakel, sten) till jordbruk (förplantering, växtbearbetning under vegetationsperioden), oljeutvinning (för injektering och stelning av murbruk), medicinsk och kemisk industri (tillverkning av magnesiummetall).
Bischofit används i form av kompresser för att behandla ledsjukdomar som artrit, reumatisk feber artros, reumatoid artrit, radikulit, hälsporre och trauman, särskilt i rehabiliteringscentra i Ukraina, Ryssland, Vitryssland och Litauen. Bischofit appliceras också i gelform.
Bischofit används vid tillverkning av industriellt Sorel-cement och syntetisk karnalit. Bischofitlösning appliceras på isvägar för halkbekämpning, liknande natriumklorid, men den är mindre korrosiv. Det används också inom jordbruk, veterinärmedicin och boskapsuppfödning för att öka skörden och behandla djur.